# Торос Неса
«Не́са», также известный как «То́рос Не́са» (исп. Toros Neza) и (в прошлом) «Атланте УТН» — мексиканский футбольный клуб из города Несауалькойотль в штате Мехико. Выступает в Ассенсо МХ, втором дивизионе Мексики.
Клуб с момента основания играл в мексиканской Примере, но после сезона 1999/2000 из-за финансовых проблем снялся с соревнований. Спустя 10 лет, будучи приобретённым компанией Групо Салинас, вернулся в профессиональные соревнования.

## История
«Неса» был образован в 1993 году на базе клуба Торос УТН (исп. Toros de la Universidad Tecnológica de Neza), после того как последний выиграл Второй дивизион в сезоне 1992/93. «Торос Неса» заняли место одного из старейших клубов страны, ФК «Пачука», которая покинула Примеру. В сезоне 1993/94 клуб выступил неудачно, закончив год в нижней части своей группы. Последние 14 матчей в сезоне команда выступала в Пачуке, сменив своё название на «Торос Неса Идальго». Тем не менее, в следующем сезоне клуб снова стал называться «Торос Неса».
В сезоне 1996-97 «Торос Неса» добралась до полуфинала Апертуры. Из-за финансовых трудностей клуб снялся со всех соревнований по окончании сезона 1999/2000.
В декабре 2010 года было объявлено, что «Неса» вернется в Клаусуру в сезоне 2010/11. «Торос Неса» стала филиалом клуба Примеры «Монаркас Морелия», и стала принадлежать TV Azteca.
С 2011 года команда выступает в Ассенсо MX (втором по уровню дивизионе чемпионата Мексики).

## Титулы и достижения
- Вице-чемпион Мексики (1): 1997 (Лето)
- Чемпион второго дивизиона чемпионата Мексики (1): 1992/93